# 桓振
桓 振（かん しん、生没年不詳）は、東晋末期の軍人。字は道全。譙国竜亢県の人。東晋の冠軍将軍桓石虔の子。抜群の武勇を誇ったが、反桓楚の義軍に敗れて討死した。桓楚の指導者｡

## 生涯
東晋に仕え、隆安4年（400年）3月、揚武将軍・淮南郡太守に任じられ、やがて江夏相に転じた。しかし、凶暴な振る舞いにより官を解かれた。
元興3年（404年）4月、輔国将軍に任じられていた桓振は義陽から兵を率いて弋陽に至った。龍驤将軍胡譁に敗れ、単騎で江陵に退却した。
5月、桓楚皇帝桓玄が敗走したため、桓振は華容浦に匿われていた。巴陵を守っていた将軍王稚徽は桓振に使者を遣わした。使者から桓楚勢力の復権を聞いた桓振は大いに喜び、数十人を集めて江陵を襲撃した。江陵に至るまでに兵は2百に達した。叔父の桓謙も兵を集めて呼応、江陵を攻略して荊州別駕王康産・南郡太守王騰之を殺害した。
行宮で東晋の皇帝司馬徳宗を見つけた桓振は馬を走らせて階下に至ると、桓玄の子の桓昇の所在を問いただした。桓昇の死を聞いた桓振は目を怒らせ、司馬徳宗に「臣らが国家のため働いたのに、これを滅ぼそうと言うのか」と言った。琅邪王司馬徳文はこれを否定するが、怒りが収まらない桓振は司馬徳宗を殺害しようとしたが、桓謙に止められた。怒りを収めた桓振は下馬した上で、いずまいを正し、拝礼して退出した。その後、桓玄の喪を行い、武悼皇帝と諡した。
鎮西将軍・都督八州諸軍事・荊州刺史に任じられた。桓振は司馬徳宗の左右に腹心を置き、実権を握っていた。
桓謙は敵軍を江陵近くに誘引して戦うことを勧めた。しかし、普段から桓謙を軽んじていた桓振は従わなかった。
鎮東将軍馮該とともに霊渓で何無忌らを破り、千余を討ち取った。何無忌らは尋陽に退却した。桓振は桓秘の子の桓蔚を雍州刺史に任じ、襄陽に鎮させた。
巴東郡太守柳約之が桓振のもとを訪ねて降伏した。柳約之の降伏は偽りであり、隙を見て桓振の襲撃を目論んでいた。しかし計画が漏れ、桓振は柳約之を殺害した。
12月、桓放之を益州刺史に任じ、西陵に駐屯させた。桓放之は涪陵郡太守文処茂に敗れ、江陵に退却した。
義熙元年（405年）1月、司馬徳宗を伴い、江津に駐屯した。冠軍将軍劉毅に使いを送り、江州・荊州の領有を交換条件として、司馬徳宗の返還を提議した。しかし、劉毅は応じなかった。
桓謙・馮該に江陵の留守を任せ、侵攻した南郡太守魯宗之を紀南で迎撃、これを大破した。敗走した魯宗之を追撃、道中で単騎の魯宗之に出くわした。魯宗之を知らない桓振は、所在を問うた。魯宗之は前方へ逃げたと答え、桓振と別れて後退して難を逃れた。江陵が陥落したことを知ると率いた兵は逃散、溳川に逃走した。
3月、桓振は鄖城を出て江陵を攻撃した。荊州刺史司馬休之を破り、襄陽へ敗走させた。桓振は荊州刺史を称した。建威将軍劉懐粛は雲杜から兵を率いて、桓振と沙橋で戦った。劉毅は広武将軍唐興を加勢に向かわせた。桓振は輔国将軍桓珍とともに討ち取られ、江陵は再び攻略された。

## 人物・逸話
- 果断で気性が荒く、品行は悪かった[1]。

- 桓玄は桓振の粗暴を嫌い、重用しなかった。桓振は「公（桓玄）は我を用いなかった。その結果が此度の敗戦である。我を前鋒に用いていれば、天下を定めることもできた」と嘆いた[1]。

- 酒食に溺れ、自分勝手に誅殺を行ったり、各所で暴虐無道な行為を繰り返した[1]。

- 桓振が淮南にいたとき、夜に寝台で寝ているとき、声が聞こえるとの事案が起こった。これを聞いた桓振は、声が聞こえる方へ向かった。火で照らして見てみると、そこには夥しいほどの血溜まりがあったという[2]。

## 家系

### 父
- 桓石虔

### 兄弟
- 桓洪
- 桓誕
- 桓氏 - 桓振の妹